# Geo Ramma
Geo Ramma fue una agrupación argentina de hip hop formada en 1993.

## Historia
En 1993, Valentino Spinetta (Leeva) crea una de las primeras agrupaciones de Hip Hop en Latinoamérica, Geo Ramma. En 1995 se publica una de las primeras composiciones de la banda "Extinguidos Al Nacer", en el LP compilado "Montecarlo Jazz Ensamble" a beneficio de los indígenas Argentinos; ese mismo año se presentan en diferentes escenarios de la capital, y también como grupo soporte de Illya Kuryaki and the Valderramas en el estadio "Obras". En el siguiente año comienzan a grabar parte de lo que sería su primer LP "Pon Paz A Tu Muerte" que se publicaría con un lanzamiento multinacional e internacional a mediados de 1997, en el que incluiría los sencillos de difusión "Tragedia" y "Live In Villurca" de los cuales también se filmarían dos vídeo clips. Se presentan en los escenarios y festivales más importantes de toda la ciudad, como ser en el "Buenos Aires Vivo" ante más de 40.000 almas, también como grupo soporte de León Gieco a favor de la lucha contra el sida ante una multitud, o frente al Congreso de la Nación Argentina en un show masivo y solidario, apoyando las causas de los docentes; luego participan entre otros exponentes nacionales del género, en diferentes escenarios como "Cemento", también por el interior de Buenos Aires y sin dejar de incluir una gira por la costa Atlántica.
En 1998 forman parte del primer compilado de Hip Hop que reúne a los máximos exponentes del género en Latinoamérica y Centroamérica "MTV Lingo", con el sencillo "Pon Paso A Tu Vida" (extraído del primer LP) y participan en el disco debut solista del músico Nico Cota "The Solo" publicado en el 2001. En el transcurso continúan grabando nuevas canciones de las cuales se extraerían varias para sus continuos shows, como en la primera apertura del boliche "Club 69", "Hard Rock Café", entre otros. Más tarde son convocados a participar en el último LP de IKV "Kuryakistan" en el sencillo "A - Dios".
En 1999 regresan al estudio para grabar su segundo LP "Resistiendo" (inédito) que en su gran mayoría es compuesto y producido por ellos, con colaboraciones de Dante Spinetta, Jesús Vázquez, el productor y DJ Boricua Tony Touch, para los remixes del sencillo "Desesperado" y músicos como Saga Herrera, Walter Ríos, Guillermo Vadalá, entre otros. Ya finalizado el segundo LP a fines del 2000, presentan parte del material en distintos escenarios, como ser en el estadio "Obras", esta vez como grupo soporte de Luis Alberto Spinetta, y participan en una nueva versión para el sencillo de difusión "Ana No Duerme" publicado en el 2002, en el LP "Argentina Sorgo Films presenta: Spinetta Obras" de Spinetta, ambos shows son televisados en todo el país por uno de los canales más destacados de arte y espectáculos.
Luego de la última producción en Geo Ramma, Valentino Spinetta (Leeva) abre su camino para comenzar su carrera como solista.

## Discografía

### Álbumes
- Pon Paz A Tu Muerte (1997)
- Geo Ramma (1999) (Versiones Inéditas de Estudio)
- Resistiendo (2001) (Inédito)

### Sencillos
- "Tragedia" Pon Paz A Tu Muerte (1998)
- "Live In Villurca" Pon Paz A Tu Muerte (1998)
- "Pon Paso A Tu Vida" MTV Lingo (1998)
- "Desesperado" Resistiendo (Inédito) (2001)

### Colaboraciones
- Varios Artistas "Extinguidos Al Nacer" Montecarlo Jazz Ensamble (1995)
- Nico Cota "Red" The Solo (2001)
- Illya Kuryaki and the Valderramas "A-Dios" Kuryaristan (2001)
- Luis Alberto Spinetta "Ana No Duerme" Argentina Sorgo Films presenta: Spinetta Obras (2002)

## Videografía
- Tragedia
- Live In Villurca